# Eulace Peacock
Eulace Peacock (Dothan, 27 agosto 1914 – Yonkers, 13 dicembre 1996) è stato un velocista e lunghista statunitense.
Considerato uno dei più talentuosi atleti della sua generazione, al pari di Ralph Metcalfe e Jesse Owens (che batté in più occasioni e con cui condivideva la rivalità nei 100 metri piani e nel salto in lungo), la sua carriera fu segnata da alcuni infortuni che ne compromisero l'ascesa sportiva.

## Biografia

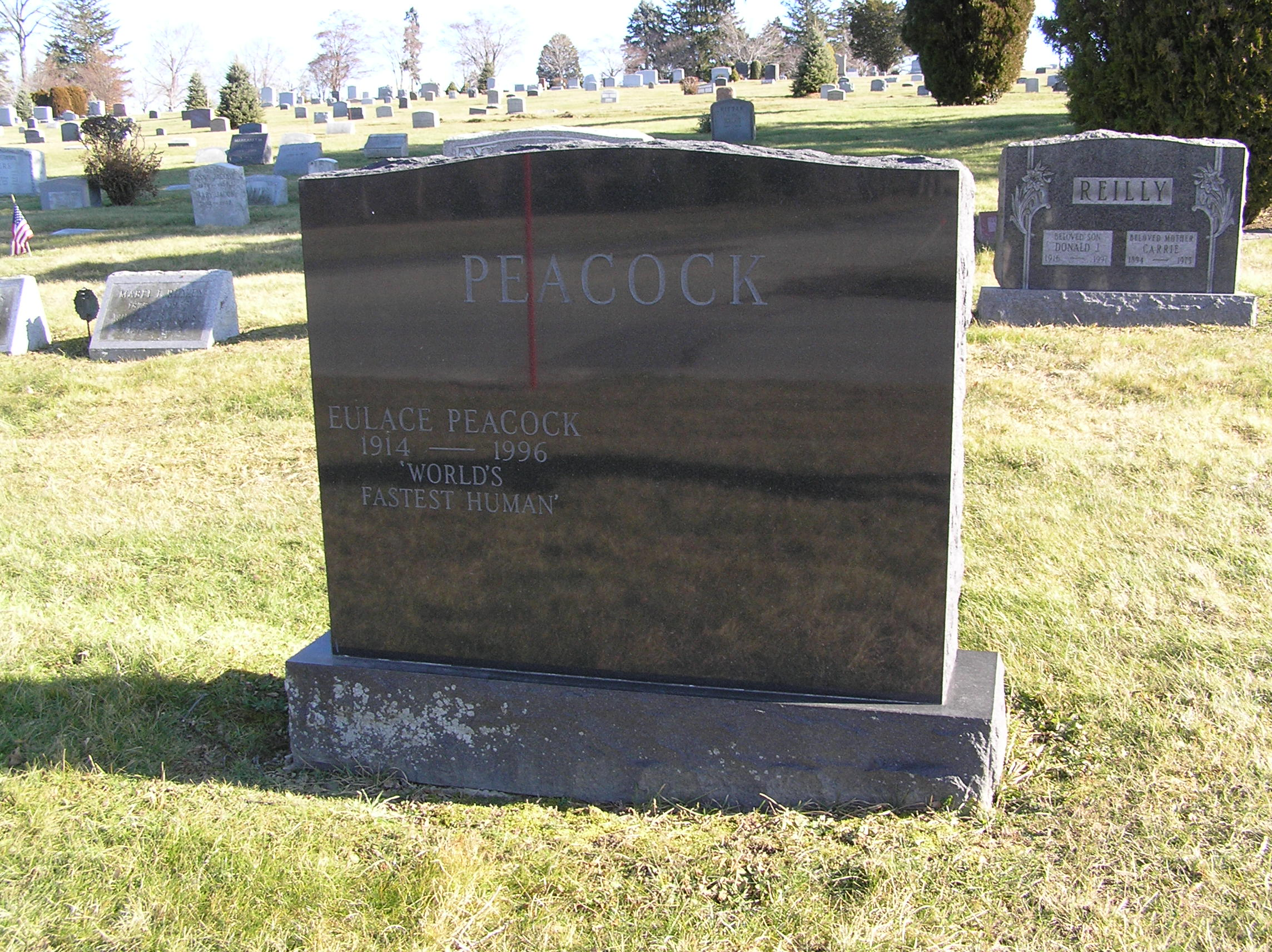
La lapide di Eulace Peacock al Kensico Cemetery di Valhalla, con la scritta World's fastest human («l'umano più veloce del mondo»).

Nato a Dothan, in Alabama, nel 1923 si trasferì con la famiglia ad Union, nel New Jersey, diplomandosi nel 1933 alla Union High School.
Durante gli anni scolastici dimostrò eccellenti doti di corridore e saltatore, stabilendo nel 1933 il primato scolastico del New Jersey nel salto in lungo con la misura di 7,42 m, che rimase imbattuto per 44 anni.
Non ancora ventenne, nel corso di una tournée in Europa il 6 agosto 1934 al Bislett Stadion di Oslo venne cronometrato in 10"3 sui 100 metri piani, tempo che andò ad egugaliare l'allora record mondiale detenuto da atleti del calibro di Percy Williams, Eddie Tolan e Ralph Metcalfe. Nel 1935 passò alla Temple University di Filadelfia, sotto la guida del coach Ben Ogden.
In occasione dei campionati AAU del 4 luglio 1935, presso il Memorial Stadium dell'Università del Nebraska, Peacock balzò agli onori della cronaca battendo per due volte il futuro campione olimpico Jesse Owens (che il 25 maggio precedente aveva stabilito quattro record mondiali in soli 45 minuti al Big Ten meet di Ann Arbor): prima nei 100 metri piani, dove fece registrare un sensazionale 10"2, risultato tuttavia non omologabile come record mondiale a causa del vento oltre il limite, e poi nel salto in lungo, grazie ad un favoloso balzo di 8,00 m, divenendo il secondo atleta della storia a raggiungere tale soglia dopo lo stesso Owens e mettendosi in luce come uno dei più promettenti talenti statunitensi in vista dei Giochi olimpici di Berlino 1936.
Nell'agosto 1935, mentre era all'apice della condizione atletica, un infortunio al bicipite femorale destro durante una gara a Milano lo costrinse a concludere anzitempo la stagione. Tornato in pista nell'aprile 1936, in occasione delle Penn Relays di Filadelfia subì un altro grave infortunio allo stesso bicipite; fu così costretto a rinunciare ai Giochi olimpici di Berlino 1936, che videro invece la consacrazione del suo rivale di sempre Jesse Owens.
Durante la seconda guerra mondiale prestò servizio nella United States Coast Guard, la guardia costiera statunitense, e negli anni successivi aprì un negozio di liquori e un'attività di autonoleggio.
Malato di Alzheimer, morì all'età di 82 anni il 13 dicembre 1996 a Yonkers, nello Stato di New York, e fu sepolto nel Kensico Cemetery di Valhalla, nella contea di Westchester.
Per i suoi meriti sportivi, nel 1987 è stato inserito nella National Track & Field Hall of Fame.

## Filmografia
- Race - Il colore della vittoria (2016), diretto da Stephen Hopkins, con Shamier Anderson nei panni di Eulace Peacock